# Hoodoo (álbum)
Hoodoo es el decimosexto álbum de estudio de la banda suiza Krokus, editado en 2010 por Columbia.
El disco marcó el regreso de Krokus a una compañía multinacional, y el retorno de nombres históricos del grupo como Fernando von Arb, Mark Kohler, Freddy Steady y Chris von Rohr.
También retornaron aquí a la realización de "covers", con una versión del siempre vigente clásico de Steppenwolf "Born to Be Wild".

## Lista de canciones
1. "Drive It In"
2. "Hoodoo Woman"
3. "Born to Be Wild"
4. "Rock 'n' Roll Handshake"
5. "Ride Into the Sun"
6. "Too Hot"
7. "In My Blood"
8. "Dirty Street"
9. "Keep Me Rolling"
10. "Shot of Love"
11. "Firestar"

## Personal
- Marc Storace - voz
- Fernando von Arb - guitarra, bajo, teclados, coros
- Mark Kohler - guitarra
- Chris von Rohr - bajo, teclados, batería, percusión, coros
- Freddy Steady - batería, percusión

Con
- Mark Fox - voz
- Kenny Aronoff - batería